# Singatete Val
Singatete Val är en fors i Franska Guyana (Frankrike), på gränsen till Surinam. Den ligger i den sydvästra delen av landet, 300 km sydväst om huvudstaden Cayenne. Singatete Val ligger 165 meter över havet.
Terrängen runt Singatete Val är huvudsakligen platt. Singatete Val ligger nere i en dal.  Trakten runt Singatete Val är nära nog obefolkad, med mindre än två invånare per kvadratkilometer. I omgivningarna runt Singatete Val växer i huvudsak städsegrön lövskog.